# Primorsko-Achtarskij rajon
Il Primorsko-Achtarskij rajon (in russo Приморско-Ахтарский район?) è un rajon del Kraj di Krasnodar, nella Russia europea.